# ブレント原油
ブレント原油 （ブレントげんゆ、英語: Brent Crude）は、ウェスト・テキサス・インターミディエイト (WTI) と並んで、商品市場で主要な位置を占める原油銘柄のひとつ。主にイギリスの北海にあるブレント油田から採鉱される、硫黄分の少ない軽質油である。

## 概要
ブレント油田のほか、ノルウェーのオセバーグ油田やイギリスのフォーティーズ油田から採れる原油も含まれるが、こういった原油を混合（ブレンド、Blend）しているからではなく北海のブレント (Brent) 油田から主に採れるためブレント原油という。ブレントという名前は岩層区分のBroom、Rannoch、Etive、NessとTarbertから取られた。

## 油質
ブレント油田はWTIほどではないが良質な軽質油である。硫黄分は約0.37%で、スイート原油と呼ばれる分類がなされ、ガソリンや中間蒸留油に適している。API度は38.06である。
一般的には北西ヨーロッパで精製されるが市場価格が輸出に有利な場合には東欧やアメリカのガルフ・コースト、地中海地域で精製される。

## 取引
ブレント原油の指標と連動して、ヨーロッパやアフリカ、中東の豊富な精製石油の価格がつけられる傾向がある。
価格はかつて、概ね1バレルにつきWTIより約1ドル安く、OPECバスケットより約1ドル高かったこともあった。
2020年4月20日、同年5月物のWTI先物取引価格が極端に暴落。マイナス37.63ドル/バレルとなる出来事があったが、この日の北海ブレントの先物取引価格は下落こそしたものの25ドル/バレル台を維持することができた。WTIの極端な下落はアメリカ国内の陸上貯蔵施設が不足する懸念から生じたものだが、北海ブレントは海上油田の特性から過剰生産分をタンカーに積めるなどの事情があり、下落幅が少なかったものとされている。